# Robert Kurz (filosofo)

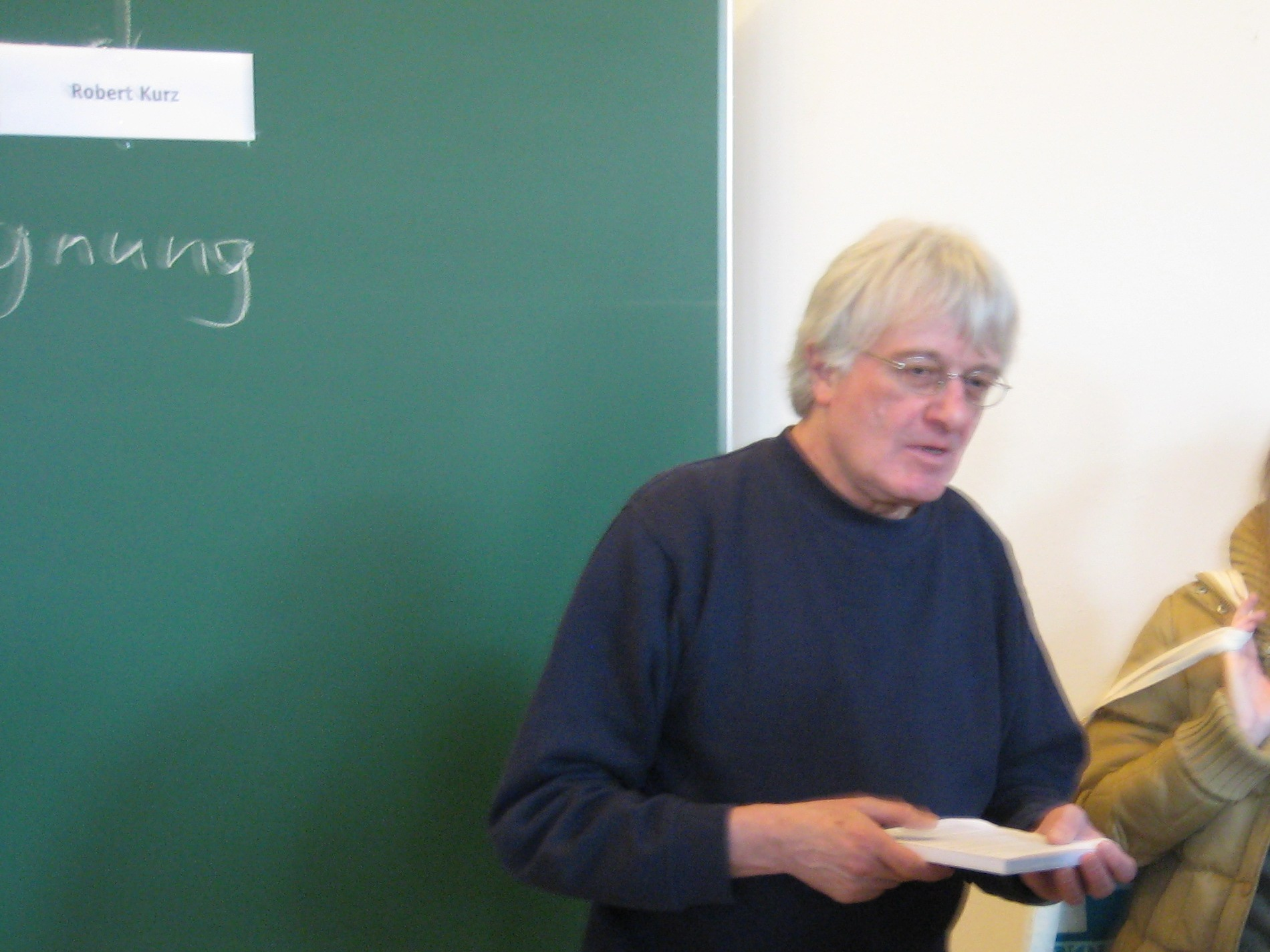
Robert Kurz nel marzo 2009

Robert Kurz (Norimberga, 24 dicembre 1943 – Norimberga, 18 luglio 2012) è stato un filosofo e giornalista tedesco, editore del giornale Exit!.

## Biografia
Robert Kurz è nato il 24 dicembre 1943 a Norimberga da una famiglia tedesca della classe operaia. Kurz studiò filosofia, storia e pedagogia presso l'Università di Erlangen senza però raggiungere la laurea. È stato membro della Kommunistischer Arbeiterbund Deutschlands, KABD (Communist Workers League of Germany) nel corso del 1970. Kurz è stato co-fondatore nel 1986 della rivista Marxistische Kritik (Marxismo Critico), poi ridenominata Krisis.

## Scritti

### Libri
- 1991: Der Kollaps der Modernisierung. Vom Zusammenbruch des Kasernensozialismus zur Krise der Weltökonomie. Eichborn Verlag, ISBN 3-8218-4421-3 (tr.it.Il collasso della modernizzazione, Mimesis Edizioni, 2017).
- 1991: Honeckers Rache. Zur politischen Ökonomie des wiedervereinigten Deutschlands. Edition Tiamat, ISBN 3-923118-62-7.
- 1993: Potemkins Rückkehr. Attrappen-Kapitalismus und Verteilungskrieg in Deutschland. Edition Tiamat, ISBN 3-923118-28-7.
- 1993: Der Letzte macht das Licht aus. Zur Krise von Demokratie und Marktwirtschaft. Edition Tiamat, ISBN 3-923118-88-0.
- 1999: Die Welt als Wille und Design. Postmoderne, Lifestyle-Linke und die Ästhetisierung der Krise. Edition Tiamat, ISBN 3-89320-024-X.
- 1999: Schwarzbuch Kapitalismus. Ein Abgesang auf die Marktwirtschaft. Eichborn Verlag, ISBN 3-8218-0491-2.
- 2000: Marx lesen. Die wichtigsten Texte von Karl Marx für das 21. Jahrhundert. Eichborn Verlag, ISBN 3-8218-1644-9.
- 2003: Weltordnungskrieg. Das Ende der Souveränität und die Wandlungen des Imperialismus im Zeitalter der Globalisierung. Horlemann Verlag, ISBN 3-89502-149-0.
- 2003: Die antideutsche Ideologie. Vom Antifaschismus zum Krisenimperialismus: Kritik des neuesten linksdeutschen Sektenwesens in seinen theoretischen Propheten. Unrast Verlag, ISBN 3-89771-426-4.
- 2004: Blutige Vernunft. Essays zur emanzipatorischen Kritik der kapitalistischen Moderne und ihrer westlichen Werte. Horlemann Verlag, ISBN 3-89502-182-2 (tr.it.Ragione sanguinaria, Mimesis Edizioni, 2014).
- 2005: Das Weltkapital. Globalisierung und innere Schranken des modernen warenproduzierenden Systems. Edition Tiamat, ISBN 3-89320-085-1 (tr.it.Il Capitale Mondo. Globalizzazione e limiti interni del moderno sistema produttore di merce, Meltemi editore, 2022).
- 2012: Geld ohne Wert. Grundrisse zu einer Transformation der Kritik der politischen Ökonomie. Horlemann Verlag, ISBN 978-3-89502-343-9.
- 2013: Weltkrise und Ignoranz. Kapitalismus im Niedergang. Ausgewählte Schriften. Edition Tiamat, ISBN 978-3-89320-173-0
- 2013: Der Tod des Kapitalismus. Marxsche Theorie, Krise und Überwindung des Kapitalismus (Ausgewählte Schriften), Laika-Verlag, ISBN 978-3-942281-59-1

### Opuscoli
- 1978: Vorhut oder Nachtrab. Eine Kritik der politischen Dekadenz in der marxististisch-leninistischen Bewegung am Beispiel des Kommunistischen Arbeiterbundes Deutschlands (KABD).
- 1988: Auf der Suche nach dem verlorenen sozialistischen Ziel. Manifest für die Erneuerung revolutionärer Theorie. Verlag Marxistische Kritik, ISBN 3-927444-00-6.
- 1999: Manifest gegen die Arbeit (gemeinsam mit anderen Mitarbeitern der herausgebenden Krisis-Redaktion)
- 2003: Scharfe Schafe. Geschorenes zum antideutschen Bellizismus (gemeinsam mit anderen Mitarbeitern der herausgebenden Krisis-Redaktion)

### Articoli in antologie e in riviste teoriche
- 1984: Sozialistisches Ziel und neue Arbeiterbewegung. Zur Kritik der sowjetischen Produktionsweise. In: Gemeinsame Beilage. 30. November 1984, S. 7–9, (Online-Version)
- 1986: Die Krise des Tauschwertes. Produktivkraft Wissenschaft, produktive Arbeit und kapitalistische Reproduktion. In: Marxistische Kritik. Nr. 1, Verlag Marxistische Kritik
- 1986: Die Herrschaft der toten Dinge, Teil 1. Kritische Anmerkungen zur neuen Produktivkraft-Kritik und Entgesellschaftungs-Ideologie. In: Marxistische Kritik. Nr. 2, Verlag Marxistische Kritik
- 1987: Die Herrschaft der toten Dinge, Teil 2. Kritische Anmerkungen zur neuen Produktivkraft-Kritik und Entgesellschaftungs-Ideologie. In: Marxistische Kritik. Nr. 3, Verlag Marxistische Kritik
- 1987: Abstrakte Arbeit und Sozialismus. Zur Marx'schen Werttheorie und ihrer Geschichte. In: Marxistische Kritik. Nr. 4, Verlag Marxistische Kritik
- 1988: Glanz und Elend des Antiautoritarismus. Streiflichter zur Idden- und Wirkungsgeschichte der 'Neuen Linken'. In: Marxistische Kritik. Nr. 5, Verlag Marxistische Kritik
- 1989: Alles im Griff auf dem sinkenden Schiff. Überakkumulation, Verschuldungskrise und 'Politik'. In: Marxistische Kritik. Nr. 6, Verlag Marxistische Kritik
- 1989: Der Klassenkampffetisch. Thesen zur Entmythologisierung des Marxismus. (gemeinsam mit Ernst Lohoff) In: Marxistische Kritik. Nr. 7, Verlag Marxistische Kritik
- 1990: Deutschland einig Irrtum. Die Wiedervereinigungsfalle und die Krise des warenproduzierenden Weltsystems. In: Krisis. Nr. 8/9, Krisis Verlag
- 1990: Aschermittwoch des Marxismus. Der Abgesang der Linken und die Kritik der politischen Ökonomie. In: Krisis. Nr. 8/9, Krisis Verlag
- 1991: Die verlorene Ehre der Arbeit. Produzentensozialismus als logische Unmöglichkeit. In: Krisis. Nr. 10, Krisis Verlag
- 1991: Die Krise, die aus dem Osten kam. Wider die Illusion vom "Sieg" des Westens und seiner Marktwirtschaft. In: Helmut Thielen (Hrsg.): Der Krieg der Köpfe. Vom Golfkrieg zur neuen Weltordnung, Horlemann Verlag, ISBN 3-927905-42-9.
- 1991: Geschichtsverlust. Der Golfkrieg und der Verfall marxistischen Denkens. In: Krisis. Nr. 11, Krisis Verlag
- 1992: Geschlechterfetischismus. Anmerkung zur Logik von Weiblichkeit und Männlichkeit. In: Krisis. Nr. 12, Horlemann Verlag, ISBN 3-927905-62-3.
- 1993: Die Demokratie frißt ihre Kinder. Bemerkungen zum neuen Rechtsradikalismus. In: Rosemaries Babies. Die Demokratie und ihre Rechtsradikalen, Horlemann Verlag, ISBN 3-927905-84-4.
- 1993: Subjektlose Herrschaft. Zur Aufhebung einer verkürzten Gesellschaftskritik. In: Krisis. Nr. 13, Horlemann Verlag, ISBN 3-927905-85-2.
- 1994: Das Ende der Politik. Thesen zur Krise des warenförmischen Regulationssystems. In: Krisis. Nr. 14, Horlemann Verlag, ISBN 3-89502-013-3.
- 1995: Mit Volldampf in den Kollaps. In: IG-Rote Fabrik/Zürich (Hrsg.): Krise? Welche Krise?, Edition ID-Archiv, ISBN 3-89408-045-0.
- 1995: Postmarxismus und Arbeitsfetisch. Zum historischen Widerspruch in der Marxschen Theorie. In: Krisis. Nr. 15, Horlemann Verlag, ISBN 3-89502-027-3.
- 1995: Die Himmelfahrt des Geldes. Strukturelle Schranken der Kapitalverwertung, Kasinokapitalismus und globale Finanzkrise. In: Krisis. Nr. 16/17, Horlemann Verlag, ISBN 3-89502-030-3.
- 1996: Die letzten Gefechte. Ein Essay über den Pariser Mai, den Pariser Dezember und das Bündnis für Arbeit. In: Krisis. Nr. 18, Horlemann Verlag, ISBN 3-89502-045-1.
- 1997: Antiökonomie und Antipolitik. Zur Reformulierung der sozialen Emanzipation nach dem Ende des 'Marxismus'. In: Krisis. Nr. 19, Horlemann Verlag, ISBN 3-89502-054-0.
- 1998: Weinkenner aller Länder, vereinigt Euch! Postmodernismus, Lifestyle-Linke und die Ästhetisierung der Krise. In: Krisis. Nr. 20, Horlemann Verlag, ISBN 3-89502-081-8.
- 1999: Die Diktatur der abstrakten Zeit. Arbeit als Verhaltensstörung der Moderne. In: Robert Kurz, Ernst Lohoff, Norbert Trenkle (Hrsg.): Feierabend! Elf Attacken gegen die Arbeit, Konkret Literatur Verlag, ISBN 3-89458-182-4.
- 2002: Blutige Vernunft. 20 Thesen gegen die sogenannte Aufklärung und die westlichen Werte. In: Krisis. Nr. 25, Horlemann Verlag, ISBN 3-89502-155-5.
- 2003: Negative Ontologie. Die Dunkelmänner der Aufklärung und die Geschichtsmetaphysik der Moderne. In: Krisis. Nr. 26, Horlemann Verlag, ISBN 3-89502-161-X.
- 2003: Tabula Rasa. Wie weit soll, muss oder darf die Kritik der Aufklärung gehen? In: Krisis. Nr. 27, Horlemann Verlag, ISBN 3-89502-173-3.
- 2004: Die Substanz des Kapitals. Abstrakte Arbeit als gesellschaftliche Realmetaphysik und die absolute innere Schranke der Verwertung. Erster Teil. In: Exit! 1. Horlemann, ISBN 3-89502-183-0.
- 2005: Die Substanz des Kapitals. Abstrakte Arbeit als gesellschaftliche Realmetaphysik und die absolute innere Schranke der Verwertung. Zweiter Teil. In: Exit! 2. Horlemann, ISBN 3-89502-196-2.
- 2005: Der ontologische Bruch. Vor einer anderen Weltgeschichte. In: Robert Kurz, Roswitha Scholz, Jörg Ulrich (Hrsg.): Der Alptraum der Freiheit. Perspektiven radikaler Gesellschaftskritik. Verlag Ulmer Manuskripte, ISBN 3-934869-38-6.
- 2005: Der Alptraum der Freiheit. Die Grundlagen der 'westlichen Werte' und die Hilflosigkeit der Kritik. In: Robert Kurz, Roswitha Scholz, Jörg Ulrich (Hrsg.): Der Alptraum der Freiheit. Perspektiven radikaler Gesellschaftskritik. Verlag Ulmer Manuskripte, ISBN 3-934869-38-6.
- 2005: Das letzte Stadium der Mittelklasse. Vom klassischen Kleinbürgertum zum universellen Humankapital. In: Robert Kurz, Roswitha Scholz, Jörg Ulrich (Hrsg.): Der Alptraum der Freiheit. Perspektiven radikaler Gesellschaftskritik. Verlag Ulmer Manuskripte, ISBN 3-934869-38-6.
- 2005: Sekundäre Analphabeten. Die Krise der Bildung in den westlichen Industrieländern. In: Robert Kurz, Roswitha Scholz, Jörg Ulrich (Hrsg.): Der Alptraum der Freiheit. Perspektiven radikaler Gesellschaftskritik. Verlag Ulmer Manuskripte, ISBN 3-934869-38-6.
- 2005: Das kleine linke Arschloch. Ein Beitrag zur Typologie des Fans ohne Führer. In: Robert Kurz, Roswitha Scholz, Jörg Ulrich (Hrsg.): Der Alptraum der Freiheit. Perspektiven radikaler Gesellschaftskritik. Verlag Ulmer Manuskripte, ISBN 3-934869-38-6.
- 2006/2007: Geschichte als Aporie. Vorläufige Thesen zur Auseinandersetzung um die Historizität von Fetischverhältnissen. theory in progress @ www.exit-online.org
- 2007: Grau ist des Lebens goldner Baum und grün die Theorie. Das Praxis-Problem als Evergreen verkürzter Gesellschaftskritik und die Geschichte der Linken. In: Exit! 4. Horlemann, ISBN 978-3-89502-230-2.
- 2008: Der Unwert des Unwissens. Verkürzte „Wertkritik“ als Legitimationsideologie eines digitalen Neo-Kleinbürgertums. In: Exit! 5. Horlemann, ISBN 978-3-89502-266-1.
- 2009: Die Kindermörder von Gaza. Eine Operation „Gegossenes Blei“ für die empfindsamen Herzen. In: Exit! 6. Horlemann, ISBN 978-3-89502-289-0.
- 2010: Seelenverkäufer. Wie die Kritik der Warengesellschaft selber zur Ware wird. Onlinebeitrag auf www.exit-online.org
- 2010: Es rettet euch kein Leviathan - Thesen zu einer kritischen Staatstheorie. Erster Teil. In: Exit! 7. Horlemann, ISBN 978-3-89502-310-1.
- 2011: Es rettet euch kein Leviathan - Thesen zu einer kritischen Staatstheorie. Zweiter Teil. In: Exit! 8. Horlemann, ISBN 978-3-89502-322-4.
- 2012: Kulturindustrie im 21. Jahrhundert. In: Exit! 9. Horlemann, ISBN 978-3-89502-333-0.
- 2012: Streitgespräch "No way out?" über den Kapitalismus in der Krise mit Thomas Ebermann, Michael Heinrich, Robert Kurz und Joseph Vogl in: No way out? 14 Versuche, die gegenwärtige Finanz- und Wirtschaftskrise zu verstehen. KVV konkret, ISBN 978-3-930786-63-3.
- 2012: Krise und Kritik. Die innere Schranke des Kapitals und die Schwundstufen des Marxismus. Teil 1 (nachgelassenes Fragment) In: Exit! 10. Horlemann, ISBN 978-3-89502-346-0.